# Charles Mantelet
Charles Mantelet, né le 10 novembre 1894 dans le 18e arrondissement de Paris et mort le 2 mai 1955 dans le 7e arrondissement de Paris, est un coureur cycliste français, professionnel de 1917 à 1923. Il a notamment remporté la classique Paris-Tours en 1918.
Après sa carrière sportive, il est devenu agent automobile, acteur de cinéma entre 1932 et 1949, puis chauffeur de taxi.

## Palmarès
- 1913
  - 2e de Paris-Évreux
- 1914
  - Paris-Évreux
  - 3e de Paris-Tours indépendants
- 1917
  - 4e de Paris-Tours
- 1918
  - Paris-Tours
  - 2e de Blois-Chaville
- 1921
  - 2e du Circuit de Champagne
- 1923
  - 2e du Circuit de Paris